# Clément Billemaz
Clément Billemaz, né le 22 septembre 1998 à Lyon, est un footballeur français, qui joue au poste d'ailier au FC Annecy.

## Biographie
En fin de saison 2015-2016, Clément Billemaz dispute quelques rencontres en CFA avec le FC Villefranche Beaujolais, où il a été formé durant neuf années. Il rejoint ensuite le Dijon FCO où il dispute trois saisons avec l'équipe réserve, et fait trois apparitions sur le banc de l'équipe première en fin de saison 2017-2018. En 2019, il rejoint le Louhans-Cuiseaux FC en National 2.
En mai 2022, après sa meilleure saison statistique avec Louhans-Cuiseaux (meilleur buteur du club avec 11 buts), Billemaz rejoint le FC Annecy alors fraîchement promu en Ligue 2. Il inscrit son premier but chez les professionnels le 31 janvier 2023 face au Stade Malherbe Caen. En février 2023, il se rompt les ligaments croisés du genou à l'entraînement. Il fait son retour sur les terrains huit mois plus tard, le 21 octobre 2023 lors d'un match face à l'Amiens SC.